# 榊原政愛
榊原 政愛/榊原 政恒（さかきばら まさちか/まさつね）は、江戸時代後期の大名。越後国高田藩の第5代藩主。官位は従四位下・式部大輔、侍従。榊原家13代当主。

## 略歴
第3代藩主・榊原政令の五男。母は保科正率の娘・豊姫。正室は水野忠邦の娘。
天保10年（1839年）、先代藩主だった長兄・政養が隠居し家督を譲られた。文久元年（1861年）、死去した。
子がなかったため、跡を甥の政敬（三兄・榊原政礼の長男）が継いだ。

## 系譜

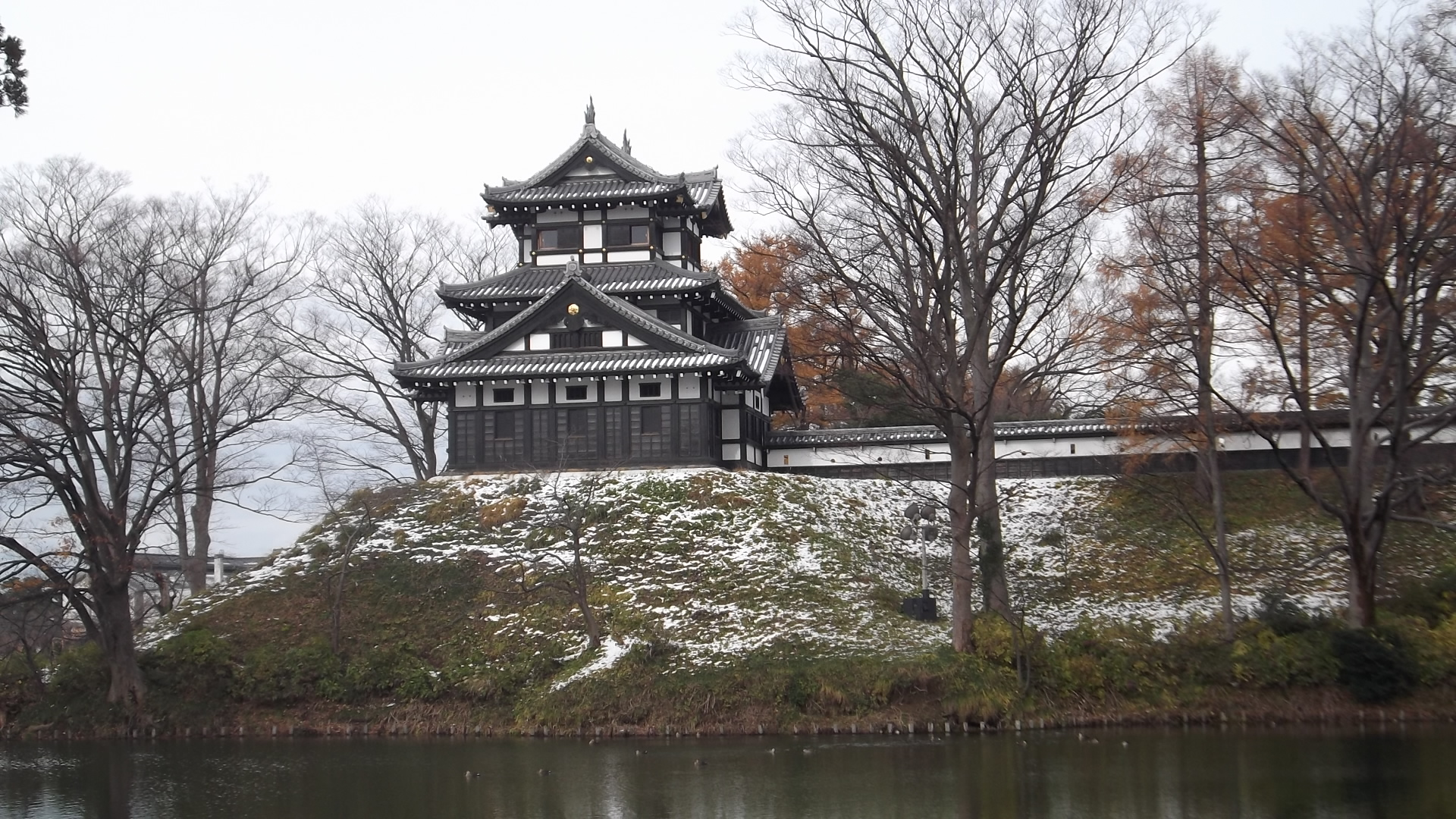
越後高田城三重櫓（新潟県上越市）

父母
- 榊原政令（実父）
- 唐沢歌（実母） - 側室
- 榊原政養（養父）

正室
- 倉 - 水野忠邦の娘

子女
- 女子四人（早世）
- 男子一人（早世）

養子女
- 榊原政敬 - 榊原政礼の長男
- 晴 - 井伊直安正室、榊原政礼の娘